# Southcote (Berkshire)
Southcote – dzielnica miasta Reading, w Anglii, w Berkshire, w dystrykcie (unitary authority) Reading. W 2011 roku dzielnica liczyła 8548 mieszkańców. Southcote jest wspomniana w Domesday Book (1086) jako Sudcote.